# Shin Sang-ok
Dans ce nom coréen, le nom de famille, Shin, précède le nom personnel.
Shin Sang-ok (신상옥) est un réalisateur et producteur sud-coréen, né le 12 septembre 1925 à Chongjin dans le nord de la péninsule et mort le 11 avril 2006 à Séoul.

## Biographie

### Jeunesse et formations
Shin Sang-ok nait le 12 septembre 1925 (ou le 18 octobre 1926 ou même le 11 octobre 1924) à une époque où la Corée a été annexée par le Japon. Enfant, il va souvent au cinéma. Il étudie à l'école des beaux-arts de Tokyo de 1941 à 1944 puis retourne en Corée, se lance dans la peinture à l'occidentale et travaille comme décorateur de théâtre et de cinéma. Après la libération, il participe à la production du premier film de la Corée indépendante, Viva Freedom de Choi In-kyu et devient son assistant.

### Carrière

#### En Corée du Sud
En 1952 à la fin de la guerre de Corée, Shin Sang-ok tourne à Daegu son premier film, La Nuit diabolique (perdu) et crée sa maison de production la même année. Il la nomme Shin Sang-ok Productions, puis Seoul Films et plus tard Shin Film. Il réalise jusqu'à cinq films par an, plus de soixante-dix dans toute sa carrière. Les sujets sont variés, films historiques, films d'action, mélodrames, sexploitation ; ce sont souvent des succès commerciaux.
Il soutient au départ la politique visant à l'industrialisation de l'industrie cinématographique coréenne mise en place à partir de 1962 par le nouveau gouvernement militaire. Il devient l'un des personnages les plus puissants du cinéma coréen et emploie alors près de trois cents personnes. Il rachète ou crée par la suite plusieurs compagnies devenant des filiales informelles de Shin Films : Star en 1965, Anyang (fondée en  1956) en 1966, Shina en 1968, ce qui lui permet d'étendre ses activités.
Sa proximité avec le général Park lui permet de bénéficier d'une certaine clémence de la part de la justice quant à ses entorses à la législation. Lorsqu'il rachète les studios Anyang en septembre 1966, une partie de l'argent est fournie par le fond de campagne électorale de Park. Il soutient en échange la politique du gouvernement au travers de ses films de cette période, comme Le Riz.
Comme tout ou partie de ses collègues, il se livre à des pratiques illégales afin de se conformer aux dispositions de la législation qui impose aux studios des quota de production, maquillant des films hongkongais en co-productions coréano-hongkongaises ou falsifiant des documents attestant d'exportations fictives vers l'étranger, ce qui lui vaut divers procès et condamnations.
Au début des années 1970, l'empire cinématographique de Shin s'effondre progressivement, dans le contexte d'un déclin général de l'industrie cinématographique coréenne. Acculé par les problèmes financiers à la suite de problèmes de gestion et d'échecs fréquents au box-office, il entre en outre en conflit avec le gouvernement. Sa licence de producteur est finalement révoquée le 28 novembre 1975 après un scandale : de jeunes lycéens avaient en effet pu visionner par mégarde ou laxisme une version non-censurée de son film Jangmiwa deulgae (1975), comportant une insoutenable scène de sexe oro-buccal de près de trois secondes. Ne pouvant plus produire ni réaliser de films en Corée, il essaie dès lors de se tourner vers l'étranger.

#### En exil et en Corée du Nord
À partir de 1975, Shin Sang-ok cherche à produire et à distribuer ses films dans des pays d'Asie et essaie sans succès d'obtenir un visa pour les États-Unis. Il se sépare de sa femme, Choi Eun-hee, qui disparaît peu après à Hong Kong. Six mois plus tard, le 19 juillet 1978, il lui arrive la même chose. Des rumeurs laissent entendre qu'il aurait été assassiné par la KCIA, le service de renseignement sud-coréen.
Il s'avère par la suite que le couple a été enlevé par des agents nord-coréens à la demande de Kim Jong-il qui souhaite relancer le cinéma du Nord et lui confier la direction des studios. Cependant, le cinéaste est récalcitrant, il ne veut pas filmer sur ordre. Il tente de fuir, se fait emprisonner puis finalement accepte d'écrire des scénarios. Il produit onze films, en réalise sept. Il traite d'abord de la résistance face aux Japonais puis prépare Pulgasari, un remake de Godzilla. Il réfute officiellement le fait qu'il aurait été enlevé, retrouve sa liberté de voyager, tourne à Prague et se rend aux festivals de Berlin et de Vienne. C'est dans cette dernière ville, en mars 1986, que le couple part se réfugier dans l'ambassade américaine, où il demande l'asile politique.

#### Aux États-Unis
Shin Sang-ok est alors interrogé et protégé par les services secrets américains car les Nord-coréens le recherchent. Il se cache pendant trois ans avant de revenir vers le cinéma en 1989 sous le nom de Sheen Simon et produit la saga des Trois Ninjas, un succès commercial destiné aux enfants.

#### Les dernières années
Craignant que la police refuse de croire à son histoire d'enlèvement, Shin hésite tout d'abord à retourner en Corée du Sud. Cependant, à la suite de la démocratisation du pays, il revient à Séoul avec un film provocateur, Disparu (1994), qui évoque l'enlèvement en 1979 à Paris de l'ancien patron de la KCIA et les méthodes expéditives des dirigeants de Séoul.
Plus tard, Shin fonde une école de cinéma avec son épouse. Il subit une greffe du foie en 2004 et meurt le 11 avril 2006 à Séoul d'une hépatite. Il a obtenu le lendemain la couronne d'or de l'ordre du mérite de la culture, la plus haute distinction pour un artiste en Corée du Sud.

### Vie privée
En 1954, Shin Sang-ok se marie avec l'actrice Choi Eun-hee. Il divorce au milieu des années 1970 à la suite de la révélation de sa liaison avec une jeune actrice, conformément aux traditions du milieu de la production audiovisuelle mais se remarie avec elle au cours de leur période nord-coréenne.

## Analyse stylistique
Ses films historiques marquent le retour de la culture traditionnelle coréenne qui avait été combattue pendant la période japonaise. D'un autre côté, ses mélodrames montrent une société coréenne qui s'éloigne du modèle confucéen, se modernise et accepte une influence occidentale. Il traite aussi du rejet des autoritarismes et de la place des femmes.

## Principaux films
| En Corée du Sud - 1958 : Une fleur en enfer (지옥화, Jiokhwa) - 1961 : Le Roi Yonsan, prix du meilleur film lors des premiers Grand Bell Awards - 1961 : Sangroksu, film qui lui vaut d'être remarqué par le dictateur Park - 1961 : Le Locataire et ma mère - 1963 : Le Riz - 1964 : Samyong le muet, un autre Grand Bell Award, un remake d'un film de Na Tohyang - 1964 : L'Écharpe rouge - 1967 : The Goddess of Mercy (attribution douteuse, peut-être coréalisé par Lim Won-sik et Ho Meng-hua) - 1967 : Les Multiples Passions de Bouddha - 1968 : Une Vie - 1969 : Le Destin des femmes de la dynastie Yi - 1970 : L'Angélus - 1974 : Le Fleuve Han | - 1974 : The Ghost Lovers - 1975 : I Love Mama (1ère comédie musicale "intégrale" du cinéma coréen) - 1975 : Girls in the Tiger Cage - 1990 : Mayumi En Corée du Nord - 1983 : Mission sans retour - 1984 : Confession d'un fuyard - 1985 : Le Sel (en) - 1985 : Pulgasari Aux États-Unis - 1994 : Les trois ninjas contre-attaquent (producteur exécutif, scénariste) - 1995 : Les trois ninjas se révoltent (producteur) - 1994 : Disparu (USA, Corée du Sud) |